# Memorial (associació)
Memorial (en rus: Мемориал) és una associació dedicada a la investigació històrica i a la defensa dels drets civils que opera a Rússia i diversos estats post-soviètics. Se centra en la recopilació d'informació i la difusió de materials sobre el passat totalitari de la Unió Soviètica, però també monitoritza els drets humans dels seus antics territoris en l'actualitat. El desembre de 2021 el tribunal suprem rus va declarar-ne la il·legalització d'acord a la polèmica llei "d’agents estrangers".

## Història
Memorial, com a associació, va ser fundada en una conferència celebrada a l'Institut d'Aviació de Moscou entre el 26 i el 28 de gener de 1989. Però el moviment que desenvocà en la seva creació s'havia iniciat l'any 1987, quan un grup d'activistes entre els que hi havia Lev Ponomariov, Iuri Samodúrov, Viatxeslav Igrunov, Dmitri Leonov o Arseni Roguinski, van impulsar una inciciativa per a recordar a les víctimes de la repressió de Stalin. La idea suggeria la creació d'un monument, un museu, un arxiu i una biblioteca. Es va generar un moviment informal, que va recollir signatures a tota la URSS i anava ampliant els seus objectius inicials. Aprofitant la celebració de la XIXena Conferència del PCUS, del 28 de juny a l'1 de juliol de 1988, el moviment va convocar una manifestació per a recordar les víctimes de la repressió, que lliurà una manifest i les signatures recollides als assistents. La petició es va traduir en que el Comitè Central del Politburó va emetre un decret que aprovava la creació a Moscou d'un monument a les víctimes de les repressió.
Gràcies als esforços de Memorial, que liderava Andrei Sàkharov, el 30 d'octubre de 1990 es va erigir el Monument a les Víctimes del Gulag (una llosa provinent de les pedreres del gulag de les Illes Solovietski) a la Plaça Lubianka de Moscou, davant de l'antiga seu del KGB. Durant nou mesos el monument va estar al costat de l'estàtua del fundador de la repressiva Txekà, Féliks Dzerjinski, abans que aquesta fos retirada l'agost de 1991. Els esforços de l'associació Memorial estan en l'origen de la Llei de Rehabilitació de les Víctimes de la Repressió Política, que va ser aprovada el 1991.
Es va dur a terme una enquesta als carrers de Moscou per recollir suggeriments sobre els noms dels candidats al Consell Públic de l'associació. Es va proposar, entre d'altres, a Aleksandr Soljenitsin, però aquest es va negar a participar i, en la conversa que va sostenir amb Andrei Sàkharov, va explicar la seva decisió per la seva opinió que no era just restringir els objectius del projecte a l'època de Stalin, perquè la repressió a Rússia havia començat ja el 1917 amb Lenin. Després de la dissolució de la Unió Soviètica, Memorial es va convertir en societat internacional, i es va fer una conferència fundacional el 19 d'abril de 1992 amb organitzacions del conjunt dels estats post-soviètics : Rússia, Ucraïna, el Kazakhstan, Letònia i Geòrgia, així com Itàlia (des del 20 d'abril de 2004).

## Premis
El 2004 Memorial va ser un dels quatre guanyadors del Premi Right Livelihood, pel seu treball en la documentació de violacions dels drets humans a Rússia i altres estats postsoviètics. En paraules del jurat, "... per demostrar, en temps traumàtics, la importància d'entendre les arrels històriques de l'abús dels drets humans, per aconseguir el respecte en el futur." El mateix any l'agència de refugiats de Nacions Unides, l'ACNUR, va atorgar a Memorial el Premi Nansen pels Refugiats per la seva tasca d'ajuda a desenes de milers de refugiats i desplaçats interns a tota la Federació Russa, així com a refugiats d'Àfrica, Orient Mitjà i Àsia. El 2008, Memorial va guanyar el Premi Hermann Kesten, que atorga el PEN Club alemany.
El 2009 el Parlament Europeu va atorgar a l'associació el Premi Sàkharov a la Llibertat de Consciència en memòria Natàlia Estemírova, activista de Memorial assassinada. En l'anunciar el premi l'aleshores president de Parlament, Jerzy Buzek, va dir que l'assemblea esperava "contribuir a acabar amb el cercle de por i violència que envolta els defensors dels drets humans a la Federació Russa ". Oleg Orlov, president de Memorial, va dir que el premi representava "un suport moral molt necessari en un moment difícil per als activistes dels drets a Rússia". El 2009 Memorial també va ser guardonada amb el Premi Victor Gollancz, atorgat per l'Associació per als Pobles Amenaçats.

## Repressió i persecució

### Confiscació de l'arxiu digital
El 4 de desembre de 2008 l'oficina de Sant Petersburg de l'associació, on es guardaven els arxius sobre el Gulag, va ser registrada per la policia, que va confiscar dotze discs durs d'ordinador. Aquests discs contenien tot l'arxiu digital de la repressió estalinista, un treball que havia costat vint anys de reunir. La informació s'utilitzava per desenvolupar "una base de dades d'accés universal, amb centenars de milers de noms." La directora de l'oficina, Irina Flinge, va declarar que l'associació no encaixava en la ideologia "putinista", especialment en la idea "que Stalin i el règim soviètic van tenir èxit en la creació d'un gran país ".
Oficialment el registre policial es va relacionar amb una investigació sobre un cas "d'incitació a l'odi" arràn d'un article publicat al diari Novy Peterburg el juny de 2007, però Memorial negà qualsevol vincle amb l'article. Alguns advocats de drets humans a Rússia han especulat amb que l'atac va ser una represàlia contra Memorial per la projecció del documental Bunt. Delo Litvinenko, sobre l'assassinat de l'ex espia rus Aleksandr Litvinenko. Segons l'escriptor Orlando Figes, l'acció policial "tenia la clara intenció d'intimidar Memorial", i que "formava part d'una campanya per reescriure la història soviètica i rehabilitar el règim estalinista". La directora d'Human Rights Watch a Moscou, Allison Gill, va dir que "aquesta incursió de la policia mostra escandalosament l'ambient enverinat en què treballen les organitzacions no governamentals a Rússia […] es tracta d'un clar atemptat, per part de govern rus, [... ] per silenciar les veus crítiques". L'atac va provocar la redacció d'una carta oberta a Dmitri Medvédev per part d'acadèmics de tot el món, per condemnar l'assalt. Els Estats Units van declarar estar "profundament preocupats" per la incursió. El portaveu del Departament d'Estat, Sean McCormack, va dir que "per desgràcia aquesta acció contra Memorial no és un cas aïllat en l'ambient de repressió contra la llibertat d'associació i d'expressió a Rússia." El 20 de març de 2009, un tribunal de districte Dzerzhinsky va dictaminar que el registre del desembre de 2008 a la seu de Memorial i la confiscació de material, es va realitzar violant els procediments legals.

### Suspensió d'activitats a Txetxènia
L'assassiant a trets, el 15 de juliol de 2009, de Natàlia Estemírova, activista de l'oficina txetxena de Memorial, va ser el moment culminant de l'assetjament a les investigacions que l'associació realitzava en aquesta república caucàsica. El segrest i assassinat d'Estemírova, que va investigar els assassinats i segrestos que es produïen a Txetxènia, va fer que Memorial tanqués la seva delegació el 18 de juliol per motius de seguretat. Oleg Orlov va acusar el president txetxè Ramzan Kadírov d'estar al darrere de l'assassinat. Kadírov va demandar judicialment el president de Memorial per aquelles declaracions.

### Associació "estrangera" i il·legalització
L'any 2014, l'associació va ser declarada "organització estrangera" sobre la base de la llei russa, que exigeix a les organitzacions que accepten fons de l'estranger i es dediquen a l'"activitat política" registrar-se i declarar-se com a estrangeres. Posteriorment, l'informe anual del Ministeri de Justícia rus va acusar Memorial de "soscavar els fonaments de l'ordre constitucional de la Federació Russa" i de promoure "un canvi de règim polític al país". El ministre rus de Justícia, Aleksandr Konovalov, va sol·licitar el 2014 la liquidació de Memorial, petició que va aixecar la protesta del Departament d'Estat americà i diversos organismes i institucions. En un dictamen del 2015, el Tribunal Suprem de Rússia va rebutjar la petició, tot i que el 2016 va ser declarada "agent estranger", i des del 2019 va ser obligada a incloure aquesta menció en les seves publicacions. Després d'una nova petició de la Fiscalia General el novembre de 2021, el desembre d'aquell any el tribunal suprem rus va decretar-ne la il·legalització.

## Missió i activitats
El nom complet de l'associació Memorial és "MEMORIAL: Societat Internacional Històrica, Educativa, de Drets Humans i de Beneficència ". D'acord amb els seus estatuts, Memorial té com a objectiu:
- Promoure una societat civil madura i una democràcia basada en l'imperi de la llei i, per tant, prevenir el retorn al totalitarisme.
- Ajudar a la formació de la consciència pública sobre la base dels valors de la democràcia i el dret, per desfer-se dels models totalitaris i establir fermament els drets humans en la pràctica política i en la vida pública.
- Promoure el reconeixement de la veritat sobre el passat històric i perpetuar la memòria de les víctimes de la repressió política exercida pels règims totalitaris.Per aconseguir això treballa, particularment, en el man teniment d'una base de dades electrònica de les víctimes del terror polític a l'URSS.

Memorial organitza l'assistència, tant legal com financera, a les víctimes del Gulag. També porta a terme investigacions sobre la història de la repressió política i publica els resultats en llibres, articles, exposicions, museus i els webs les seves organitzacions membres.

## Investigació i treball educatiu
Actualment el Centre Històric i Educatiu de Memorial treballa en nou programes d'investigació:
- Història del Gulag
- Història de les institucions de la repressió a l'URSS
- Història de l'oposició socialista al règim
- Destinació de presos polítics
- Persecució religiosa
- Programa sobre Polònia
- Víctimes de les dues dictadures
- Història de la dissidència a l'URSS
- Topografia del terror